# Стадион Ренато Дал'Ара
Стадион Ренато Дал'Ара (итал. Stadio Renato Dall'Ara) је вишенаменски стадион у граду Болоњи у Италији. Тренутно се претежно користи за фудбалске утакмице и јесте домаћин ФК Болоње..

## Историјат стадиона
Стадион је пројектовао Ђулио Улисе Арата и отворен је 1927. године под именом Стадио Литоријале. Био је то један од првих стадиона који је интегрисао трибине у саму архитектуру, иновацију која је касније послужила као модел за стадионе широм света. На великом луку била је постављена коњичка статуа диктатора Бенита Мусолинија, која је срушена током ослобађања града 1943. године. Стадион је наследио Стадио Стерлино и преименован је у част Рената Дал'Аре (1892–1964), који је био председник Болоње тридесет година.
Стадион је био домаћин утакмица на Светском првенству 1934. и 1990. године. Последња утакмица на турниру одиграна на овом стадиону била је између Енглеске и Белгије у осмини финала, која је завршила победом Енглеске од 1-0, захваљујући голу Дејвида Плата у 119. минуту продужетака.
На локацији у округу Сарагоца, на око 3,5 км од центра града, стадион редовно служи за домаће утакмице Болоње. Има капацитет од око 36.000 места, који се за концерте може повећати до 55.000.

## Међународни мечеви
Квалификациони меч 17. новембра 1993. између Сан Марина и Енглеске завршен је победом Енглеске са 7-1, али тек након што су домаћини постигли гол у првим секундама меча. Био је то најбржи гол икада постигнут, Давида Гуалтијерија из Сан Марина, који је за 8,3 секунде довео свој тим у предност против Енглеске.
Стадион је такође био домаћин три међународне пробне утакмице рагби јуниона 1995. године, Италија против Ол Блекса (Ол Блекси су победили 70–6), 1997. Италија против Спрингбокса (Спрингбокови су победили) и Италија против Ирске (Италија је победила).
Стадион се појављује као главна песма на Лос Кампесинос! албум 'Болесне сцене'.

## Светско првенство у фудбалу 1934.
Стадион је коришћен за две утакмице током 1934 ФИФА Светског првенства.
| Датум         | Тим #1   | Резултат | Тим #2    | Коло          |
| ------------- | -------- | -------- | --------- | ------------- |
| 27. мај 1934. | Шведска  | 3–2      | Аргентина | Осмина финала |
| 31. мај 1934. | Аустрија | 2–1      | Мађарска  | Четвртфинале  |

## Светско првенство у фудбалу 1990.
Стадион је коришћен за три утакмице током 1990 ФИФА Светског првенства.
| Датум         | Тим #1      | Резултат     | Тим #2    | Коло          |
| ------------- | ----------- | ------------ | --------- | ------------- |
| 9. јун 1990.  | УАЕ         | 0–2          | Колумбија | Група Д       |
| 14. јун 1990. | Југославија | 1–0          | Колумбија | Група Д       |
| 19. јун 1990. | Југославија | 4–1          | УАЕ       | Група Д       |
| 26. јун 1990. | Енглеска    | 1–0 (п.с.п.) | Белгија   | Осмина финала |